# Trpinje
Trpinje (cyr. Трпиње) – wieś w Bośni i Hercegowinie, w Republice Serbskiej, w gminie Čajniče. W 2013 roku liczyła 38 mieszkańców.